# Liste des espèces d'oiseaux de Guadeloupe
Cette liste concerne les oiseaux de Guadeloupe (incluant Grande-Terre, Basse-Terre, la Désirade, Marie-Galante et les Saintes), à l'exclusion de Saint-Martin et Saint-Barthélemy.
- Nombre d'espèces : 298
- Nombre d'espèces endémiques vivantes : 1
- Nombre d'espèces endémiques éteintes : 2
- Nombre d'espèces dont la population nicheuse en Guadeloupe est éteinte : 4
- Nombre d'espèces globalement menacées : 15
- Nombre d'espèces dont la population nicheuse en Guadeloupe est menacée : 25
- Nombre d'espèces dont la population migratrice en Guadeloupe est menacée : 12
- Nombre d'espèces introduites : 14

Statuts de la liste rouge des espèces menacées en Guadeloupe :
| Icône | Statut                      |
| ----- | --------------------------- |
| (EX)  | Éteinte au niveau mondial   |
| (EW)  | Éteinte à l'état sauvage    |
| (RE)  | Disparue au niveau régional |
| (CR)  | En danger critique          |
| (EN)  | En danger                   |
| (VU)  | Vulnérable                  |
| (NT)  | Quasi menacée               |
| (LC)  | Préoccupation mineure       |
| (DD)  | Données insuffisantes       |
| (NA)  | Non applicable              |

Statuts de la liste rouge des espèces menacées au niveau mondial
| Icône | Statut                    |
| ----- | ------------------------- |
| (EX)  | Éteinte au niveau mondial |
| (EW)  | Éteinte à l'état sauvage  |
| (CR)  | En danger critique        |
| (EN)  | En danger                 |
| (VU)  | Vulnérable                |
| (NT)  | Quasi menacée             |
| (LC)  | Préoccupation mineure     |
| (DD)  | Données insuffisantes     |

Liste des espèces d'oiseaux de Guadeloupe en suivant la classification de référence (version 14.1, 2024) de Union internationale des ornithologues :

## Ordre:Anseriformes

### Famille:Anatidae
| Genre       | Nom binominal, nom vernaculaire et auteur                           | Origine en Guadeloupe | Répartition géographique | Statut UICN mondial | Statut UICN Guadeloupe     | Image |
| ----------- | ------------------------------------------------------------------- | --------------------- | ------------------------ | ------------------- | -------------------------- | ----- |
| Dendrocygna | Dendrocygna viduata (Dendrocygne veuf) (Linnaeus, 1766)             | Erratique             |                          | (LC)                | Nicheur : NA Visiteur : NA |       |
| Dendrocygna | Dendrocygna autumnalis (Dendrocygne à ventre noir) (Linnaeus, 1758) | Erratique             |                          | (LC)                | Nicheur : NA Visiteur :    |       |
| Dendrocygna | Dendrocygna arborea (Dendrocygne des Antilles) (Linnaeus, 1758)     | Autochtone            |                          | (NT)                | Nicheur : Visiteur : NA    |       |
| Dendrocygna | Dendrocygna bicolor (Dendrocygne fauve) (Vieillot, 1816)            | Erratique             |                          | (LC)                | Nicheur : NA Visiteur : NA |       |
| Anser       | Anser caerulescens (Oie des neiges) (Linnaeus, 1758)                | Erratique             |                          | (LC)                | Nicheur : NA Visiteur : NA |       |
| Aix         | Aix sponsa (Canard branchu) (Linnaeus, 1758)                        | Erratique             |                          | (LC)                | Nicheur : NA Visiteur : NA |       |
| Spatula     | Spatula querquedula (Sarcelle d'été) (Linnaeus, 1758)               | Erratique             |                          | (LC)                | Nicheur : NA Visiteur : NA |       |
| Spatula     | Spatula discors (Sarcelle à ailes bleues) Linnaeus, 1766            | Autochtone            |                          | (LC)                | Nicheur : NA Visiteur :    |       |
| Spatula     | Spatula clypeata (Canard souchet) (Linnaeus, 1758)                  | Autochtone            |                          | (LC)                | Nicheur : NA Visiteur :    |       |
| Mareca      | Mareca strepera (Canard chipeau) (Linnaeus, 1758)                   | Erratique             |                          | (LC)                | Nicheur : NA Visiteur : NA |       |
| Mareca      | Mareca americana (Canard d'Amérique) Gmelin, 1789                   | Erratique             |                          | (LC)                | Nicheur : NA Visiteur :    |       |
| Anas        | Anas platyrhynchos (Canard colvert) Linnaeus, 1758                  | Erratique             |                          | (LC)                | Nicheur : NA Visiteur : NA |       |
| Anas        | Anas rubripes (Canard noir) Brewster, 1902                          | Erratique             |                          | (LC)                | Nicheur : NA Visiteur : NA |       |
| Anas        | Anas bahamensis (Canard des Bahamas) Linnaeus, 1758                 | Autochtone            |                          | (LC)                | Nicheur : Visiteur : NA    |       |
| Anas        | Anas acuta (Canard pilet) Linnaeus, 1758                            | Erratique             |                          | (LC)                | Nicheur : NA Visiteur :    |       |
| Anas        | Anas crecca (Sarcelle d'hiver) Linnaeus, 1758                       | Erratique             |                          | (LC)                | Nicheur : NA Visiteur : NA |       |
| Anas        | Anas carolinensis (Sarcelle à ailes vertes) Gmelin, 1789            | Erratique             |                          | (LC)                | Nicheur : NA Visiteur :    |       |
| Aythya      | Aythya collaris (Fuligule à collier) (Donovan, 1809)                | Autochtone            |                          | (LC)                | Nicheur : NA Visiteur :    |       |
| Aythya      | Aythya fuligula (Fuligule morillon) (Linnaeus, 1758)                | Erratique             |                          | (LC)                | Nicheur : NA Visiteur : NA |       |
| Aythya      | Aythya marila (Fuligule milouinan) (Linnaeus, 1761)                 | Erratique             |                          | (LC)                | Nicheur : NA Visiteur : NA |       |
| Aythya      | Aythya affinis (Petit Fuligule) (Eyton, 1838)                       | Autochtone            |                          | (LC)                | Nicheur : NA Visiteur :    |       |
| Lophodytes  | Lophodytes cucullatus (Harle couronné) (Linnaeus, 1758)             | Erratique             |                          | (LC)                | Nicheur : NA Visiteur : NA |       |
| Nomonyx     | Nomonyx dominicus (Érismature routoutou) (Linnaeus, 1766)           | Autochtone            |                          | (LC)                | Nicheur : Visiteur : NA    |       |
| Oxyura      | Oxyura jamaicensis (Érismature rousse) (Gmelin, JF, 1789)           | Autochtone            |                          | (LC)                | Nicheur : Visiteur : NA    |       |

## Ordre:Galliformes

### Famille:Phasianidae
| Genre  | Nom binominal, nom vernaculaire et auteur    | Origine en Guadeloupe | Répartition géographique | Statut UICN mondial | Statut UICN Guadeloupe     | Image |
| ------ | -------------------------------------------- | --------------------- | ------------------------ | ------------------- | -------------------------- | ----- |
| Gallus | Gallus gallus (Coq bankiva) (Linnaeus, 1758) | Introduit             |                          | (LC)                | Nicheur : NA Visiteur : NA |       |

## Ordre:Caprimulgiformes

### Famille:Caprimulgidae
| Genre      | Nom binominal, nom vernaculaire et auteur                    | Origine en Guadeloupe | Répartition géographique | Statut UICN mondial | Statut UICN Guadeloupe  | Image |
| ---------- | ------------------------------------------------------------ | --------------------- | ------------------------ | ------------------- | ----------------------- | ----- |
| Chordeiles | Chordeiles minor (Engoulevent d'Amérique) (Forster, 1771)    | Erratique             |                          | (LC)                | Nicheur : NA Visiteur : |       |
| Chordeiles | Chordeiles gundlachii (Engoulevent piramidig) Lawrence, 1857 | Autochtone            |                          | (LC)                | Nicheur : Visiteur : NA |       |

## Ordre:Apodiformes

### Famille:Apodidae
| Genre         | Nom binominal, nom vernaculaire et auteur                     | Origine en Guadeloupe | Répartition géographique | Statut UICN mondial | Statut UICN Guadeloupe     | Image |
| ------------- | ------------------------------------------------------------- | --------------------- | ------------------------ | ------------------- | -------------------------- | ----- |
| Cypseloides   | Cypseloides niger (Martinet sombre) (Gmelin, JF, 1789)        | Autochtone            |                          | (VU)                | Nicheur : Visiteur : NA    |       |
| Streptoprocne | Streptoprocne zonaris (Martinet à collier blanc) (Shaw, 1796) | Erratique             |                          | (LC)                | Nicheur : NA Visiteur : NA |       |
| Chaetura      | Chaetura martinica (Martinet chiquesol) (Hermann, 1783)       | Autochtone            |                          | (LC)                | Nicheur : Visiteur : NA    |       |
| Chaetura      | Chaetura pelagica (Martinet ramoneur) (Linnaeus, 1758)        | Erratique             |                          | (VU)                | Nicheur : NA Visiteur : NA |       |
| Chaetura      | Chaetura brachyura (Martinet polioure) (Jardine, 1846)        | Erratique             |                          | (LC)                | Nicheur : NA Visiteur : NA |       |
| Tachymarptis  | Tachymarptis melba (Martinet à ventre blanc) (Linnaeus, 1758) | Erratique             |                          | (LC)                | Nicheur : NA Visiteur : NA |       |

### Famille:Trochilidae
| Genre        | Nom binominal, nom vernaculaire et auteur                   | Origine en Guadeloupe | Répartition géographique | Statut UICN mondial | Statut UICN Guadeloupe  | Image |
| ------------ | ----------------------------------------------------------- | --------------------- | ------------------------ | ------------------- | ----------------------- | ----- |
| Eulampis     | Eulampis holosericeus (Colibri falle-vert) (Linnaeus, 1758) | Autochtone            |                          | (LC)                | Nicheur : Visiteur : NA |       |
| Eulampis     | Eulampis jugularis (Colibri madère) (Linnaeus, 1766)        | Autochtone            |                          | (LC)                | Nicheur : Visiteur : NA |       |
| Orthorhyncus | Orthorhyncus cristatus (Colibri huppé) (Linnaeus, 1758)     | Autochtone            |                          | (LC)                | Nicheur : Visiteur : NA |       |

## Ordre:Cuculiformes

### Famille:Cuculidae
| Genre      | Nom binominal, nom vernaculaire et auteur                        | Origine en France | Répartition géographique | Statut UICN mondial | Statut UICN Guadeloupe     | Image |
| ---------- | ---------------------------------------------------------------- | ----------------- | ------------------------ | ------------------- | -------------------------- | ----- |
| Crotophaga | Crotophaga ani (Ani à bec lisse) Linnaeus, 1758                  | Autochtone        |                          | (LC)                | Nicheur : Visiteur : NA    |       |
| Coccyzus   | Coccyzus americanus (Coulicou à bec jaune) (Linnaeus, 1758)      | Autochtone        |                          | (LC)                | Nicheur : NA Visiteur :    |       |
| Coccyzus   | Coccyzus minor (Coulicou manioc) (Gmelin, JF, 1788)              | Autochtone        |                          | (LC)                | Nicheur : Visiteur : NA    |       |
| Coccyzus   | Coccyzus erythropthalmus (Coulicou à bec noir) (Wilson, A, 1811) | Erratique         |                          | (LC)                | Nicheur : NA Visiteur : NA |       |
| Cuculus    | Cuculus canorus (Coucou gris) Linnaeus, 1758                     | Erratique         |                          | (LC)                | Nicheur : NA Visiteur : NA |       |

## Ordre:Columbiformes

### Famille:Columbidae
| Genre        | Nom binominal, nom vernaculaire et auteur                             | Origine en Guadeloupe | Répartition géographique | Statut UICN mondial | Statut UICN Guadeloupe     | Image |
| ------------ | --------------------------------------------------------------------- | --------------------- | ------------------------ | ------------------- | -------------------------- | ----- |
| Columba      | Columba livia (Pigeon biset) Gmelin, JF, 1789                         | Introduit             |                          | (LC)                | Nicheur : NA Visiteur : NA |       |
| Patagioenas  | Patagioenas leucocephala (Pigeon à couronne blanche) (Linnaeus, 1758) | Autochtone            |                          | (NT)                | Nicheur : Visiteur : NA    |       |
| Patagioenas  | Patagioenas squamosa (Pigeon à cou rouge) (Bonnaterre, 1792)          | Autochtone            |                          | (LC)                | Nicheur : Visiteur : NA    |       |
| Streptopelia | Streptopelia decaocto (Tourterelle turque) (Frivaldszky, 1838)        | Introduit             |                          | (LC)                | Nicheur : NA Visiteur : NA |       |
| Columbina    | Columbina passerina (Colombe à queue noire) (Linnaeus, 1758)          | Autochtone            |                          | (LC)                | Nicheur : Visiteur : NA    |       |
| Geotrygon    | Geotrygon montana (Colombe rouviolette) (Linnaeus, 1758)              | Autochtone            |                          | (LC)                | Nicheur : Visiteur : NA    |       |
| Geotrygon    | Geotrygon mystacea (Colombe à croissants) (Temminck, 1811)            | Autochtone            |                          | (LC)                | Nicheur : Visiteur : NA    |       |
| Zenaida      | Zenaida auriculata (Tourterelle oreillarde) (Des Murs, 1847)          | Erratique             |                          | (LC)                | Nicheur : NA Visiteur : NA |       |
| Zenaida      | Zenaida aurita (Tourterelle à queue carrée) (Temminck, 1809)          | Autochtone            |                          | (LC)                | Nicheur : Visiteur : NA    |       |
| Zenaida      | Zenaida asiatica (Tourterelle à ailes blanches) (Linnaeus, 1758)      | Autochtone            |                          | (LC)                | Nicheur : Visiteur : NA    |       |

## Ordre:Gruiformes

### Famille:Rallidae
| Genre     | Nom binominal, nom vernaculaire et auteur                     | Origine en Guadeloupe | Répartition géographique | Statut UICN mondial | Statut UICN Guadeloupe     | Image |
| --------- | ------------------------------------------------------------- | --------------------- | ------------------------ | ------------------- | -------------------------- | ----- |
| Rallus    | Rallus crepitans (Râle tapageur) Gmelin, JF, 1789             | Autochtone            |                          | (LC)                | Nicheur : Visiteur : NA    |       |
| Crex      | Crex crex (Râle des genêts) (Linnaeus, 1758)                  | Erratique             |                          | (LC)                | Nicheur : NA Visiteur : NA |       |
| Porzana   | Porzana carolina (Marouette de Caroline) (Linnaeus, 1758)     | Autochtone            |                          | (LC)                | Nicheur : NA Visiteur :    |       |
| Porzana   | Porzana porzana (Marouette ponctuée) (Linnaeus, 1766)         | Erratique             |                          | (LC)                | Nicheur : NA Visiteur : NA |       |
| Gallinula | Gallinula galeata (Gallinule d'Amérique) (Lichtenstein, 1818) | Autochtone            |                          | (LC)                | Nicheur : Visiteur : NA    |       |
| Fulica    | Fulica americana (Foulque d'Amérique) Gmelin, JF, 1789        | Autochtone            |                          | (LC)                | Nicheur : Visiteur : NA    |       |
| Porphyrio | Porphyrio martinica (Talève violacée) (Linnaeus, 1766)        | Autochtone            |                          | (LC)                | Nicheur : Visiteur : NA    |       |
| Porphyrio | Porphyrio flavirostris (Talève favorite) (Gmelin, JF, 1789)   | Erratique             |                          | (LC)                | Nicheur : NA Visiteur : NA |       |

### Famille:Aramidae
| Genre  | Nom binominal, nom vernaculaire et auteur       | Origine en Guadeloupe | Répartition géographique | Statut UICN mondial | Statut UICN Guadeloupe     | Image |
| ------ | ----------------------------------------------- | --------------------- | ------------------------ | ------------------- | -------------------------- | ----- |
| Aramus | Aramus guarauna (Courlan brun) (Linnaeus, 1766) | Autochtone            |                          | (LC)                | Nicheur : NA Visiteur : NA |       |

## Ordre:Podicipediformes

### Famille:Podicipedidae
| Genre      | Nom binominal, nom vernaculaire et auteur                  | Origine en Guadeloupe | Répartition géographique | Statut UICN mondial | Statut UICN Guadeloupe  | Image |
| ---------- | ---------------------------------------------------------- | --------------------- | ------------------------ | ------------------- | ----------------------- | ----- |
| Podilymbus | Podilymbus podiceps (Grèbe à bec bigarré) (Linnaeus, 1758) | Autochtone            |                          | (LC)                | Nicheur : Visiteur : NA |       |

## Ordre:Phoenicoptériformes

### Famille:Phoenicopteridae
| Genre          | Nom binominal, nom vernaculaire et auteur                  | Origine en Guadeloupe | Répartition géographique | Statut UICN mondial | Statut UICN Guadeloupe  | Image |
| -------------- | ---------------------------------------------------------- | --------------------- | ------------------------ | ------------------- | ----------------------- | ----- |
| Phoenicopterus | Phoenicopterus ruber (Flamant des Caraïbes) Linnaeus, 1758 | Erratique             |                          | (LC)                | Nicheur : Visiteur : NA |       |

## Ordre:Charadriiformes

### Famille:Haematopodidae
| Genre      | Nom binominal, nom vernaculaire et auteur                 | Origine en Guadeloupe | Répartition géographique | Statut UICN mondial | Statut UICN Guadeloupe  | Image |
| ---------- | --------------------------------------------------------- | --------------------- | ------------------------ | ------------------- | ----------------------- | ----- |
| Haematopus | Haematopus palliatus (Huîtrier d'Amérique) Temminck, 1820 | Autochtone            |                          | (LC)                | Nicheur : Visiteur : NA |       |

### Famille:Recurvirostridae
| Genre      | Nom binominal, nom vernaculaire et auteur                        | Origine en Guadeloupe | Répartition géographique | Statut UICN mondial | Statut UICN Guadeloupe     | Image |
| ---------- | ---------------------------------------------------------------- | --------------------- | ------------------------ | ------------------- | -------------------------- | ----- |
| Himantopus | Himantopus himantopus (Échasse blanche) (Linnaeus, 1758)         | Erratique             |                          | (LC)                | Nicheur : NA Visiteur : NA |       |
| Himantopus | Himantopus mexicanus (Échasse d'Amérique) (Statius Müller, 1776) | Autochtone            |                          | (LC)                | Nicheur : Visiteur : NA    |       |

### Famille:Charadriidae
| Genre       | Nom binominal, nom vernaculaire et auteur                    | Origine en Guadeloupe | Répartition géographique | Statut UICN mondial | Statut UICN Guadeloupe     | Image |
| ----------- | ------------------------------------------------------------ | --------------------- | ------------------------ | ------------------- | -------------------------- | ----- |
| Pluvialis   | Pluvialis squatarola (Pluvier argenté) (Linnaeus, 1758)      | Autochtone            |                          | (VU)                | Nicheur : NA Visiteur :    |       |
| Pluvialis   | Pluvialis fulva (Pluvier fauve) (Gmelin, JF, 1789)           | Erratique             |                          | (LC)                | Nicheur : NA Visiteur : NA |       |
| Pluvialis   | Pluvialis dominica (Pluvier bronzé) (Statius Müller, 1776)   | Autochtone            |                          | (LC)                | Nicheur : NA Visiteur :    |       |
| Charadrius  | Charadrius vociferus (Pluvier kildir) Linnaeus, 1758         | Autochtone            |                          | (NT)                | Nicheur : NA Visiteur :    |       |
| Charadrius  | Charadrius hiaticula (Pluvier grand-gravelot) Linnaeus, 1758 | Erratique             |                          | (LC)                | Nicheur : NA Visiteur : NA |       |
| Charadrius  | Charadrius semipalmatus (Pluvier semipalmé) Bonaparte, 1825  | Autochtone            |                          | (NT)                | Nicheur : NA Visiteur :    |       |
| Charadrius  | Charadrius melodus (Pluvier siffleur) Ord, 1824              | Erratique             |                          | (NT)                | Nicheur : NA Visiteur : NA |       |
| Charadrius  | Charadrius dubius (Pluvier petit-gravelot) Scopoli, 1786     | Erratique             |                          | (LC)                | Nicheur : NA Visiteur : NA |       |
| Anarhynchus | Anarhynchus wilsonia (Pluvier de Wilson) (Ord, 1814)         | Autochtone            |                          | (LC)                | Nicheur : Visiteur : NA    |       |
| Anarhynchus | Anarhynchus collaris (Pluvier d'Azara) (Vieillot, 1818)      | Erratique             |                          | (LC)                | Nicheur : NA Visiteur : NA |       |
| Anarhynchus | Anarhynchus nivosus (Pluvier neigeux) (Cassin, 1858)         | Erratique             |                          | (NT)                | Nicheur : NA Visiteur :    |       |

### Famille:Scolopacidae
| Genre       | Nom binominal, nom vernaculaire et auteur                          | Origine en Guadeloupe | Répartition géographique | Statut UICN mondial | Statut UICN Guadeloupe     | Image |
| ----------- | ------------------------------------------------------------------ | --------------------- | ------------------------ | ------------------- | -------------------------- | ----- |
| Bartramia   | Bartramia longicauda (Bartramie des champs) (Bechstein, 1812)      | Autochtone            |                          | (LC)                | Nicheur : NA Visiteur :    |       |
| Numenius    | Numenius phaeopus (Courlis corlieu) (Linnaeus, 1758)               | Erratique             |                          | (LC)                | Nicheur : NA Visiteur : NA |       |
| Numenius    | Numenius hudsonicus (Courlis hudsonien) Latham, 1790               | Autochtone            |                          | (LC)                | Nicheur : NA Visiteur :    |       |
| Numenius    | Numenius borealis (Courlis esquimau) (Forster, 1772)               | Erratique             |                          | (CR)                | Nicheur : NA Visiteur :    |       |
| Numenius    | Numenius americanus (Courlis à long bec) Bechstein, 1812           | Erratique             |                          | (LC)                | Nicheur : NA Visiteur : NA |       |
| Limosa      | Limosa haemastica (Barge hudsonienne) (Linnaeus, 1758)             | Erratique             |                          | (VU)                | Nicheur : NA Visiteur :    |       |
| Limosa      | Limosa fedoa (Barge marbrée) (Linnaeus, 1758)                      | Erratique             |                          | (VU)                | Nicheur : NA Visiteur : NA |       |
| Limnodromus | Limnodromus scolopaceus (Bécassin à long bec) (Say, 1823)          | Erratique             |                          | (VU)                | Nicheur : NA Visiteur : NA |       |
| Limnodromus | Limnodromus griseus (Bécassin roux) (Gmelin, JF, 1789)             | Autochtone            |                          | (VU)                | Nicheur : NA Visiteur :    |       |
| Gallinago   | Gallinago delicata (Bécassine de Wilson) (Ord, 1825)               | Autochtone            |                          | (LC)                | Nicheur : NA Visiteur :    |       |
| Phalaropus  | Phalaropus tricolor (Phalarope de Wilson) (Vieillot, 1819)         | Erratique             |                          | (LC)                | Nicheur : NA Visiteur :    |       |
| Phalaropus  | Phalaropus fulicarius (Phalarope à bec large) (Linnaeus, 1758)     | Erratique             |                          | (LC)                | Nicheur : NA Visiteur : NA |       |
| Phalaropus  | Phalaropus lobatus (Phalarope à bec étroit) (Linnaeus, 1758)       | Erratique             |                          | (LC)                | Nicheur : NA Visiteur : NA |       |
| Actitis     | Actitis macularius (Chevalier grivelé) (Linnaeus, 1766)            | Autochtone            |                          | (LC)                | Nicheur : NA Visiteur :    |       |
| Tringa      | Tringa ochropus (Chevalier cul-blanc) Linnaeus, 1758               | Erratique             |                          | (LC)                | Nicheur : NA Visiteur : NA |       |
| Tringa      | Tringa solitaria (Chevalier solitaire) Wilson, 1813                | Autochtone            |                          | (LC)                | Nicheur : NA Visiteur :    |       |
| Tringa      | Tringa glareola (Chevalier sylvain) (Linnaeus, 1758)               | Erratique             |                          | (LC)                | Nicheur : NA Visiteur : NA |       |
| Tringa      | Tringa totanus (Chevalier gambette) (Linnaeus, 1758)               | Erratique             |                          | (LC)                | Nicheur : NA Visiteur : NA |       |
| Tringa      | Tringa flavipes (Petit Chevalier) (Gmelin, JF, 1789)               | Autochtone            |                          | (VU)                | Nicheur : NA Visiteur :    |       |
| Tringa      | Tringa semipalmata (Chevalier semipalmé) (Gmelin, JF, 1789)        | Autochtone            |                          | (LC)                | Nicheur : NA Visiteur :    |       |
| Tringa      | Tringa erythropus (Chevalier arlequin) (Pallas, 1764)              | Erratique             |                          | (LC)                | Nicheur : NA Visiteur : NA |       |
| Tringa      | Tringa melanoleuca (Grand Chevalier) (Gmelin, JF, 1789)            | Autochtone            |                          | (NT)                | Nicheur : NA Visiteur :    |       |
| Arenaria    | Arenaria interpres (Tournepiere à collier) (Linnaeus, 1758)        | Autochtone            |                          | (NT)                | Nicheur : NA Visiteur :    |       |
| Calidris    | Calidris canutus (Bécasseau maubèche) (Linnaeus, 1758)             | Autochtone            |                          | (NT)                | Nicheur : NA Visiteur :    |       |
| Calidris    | Calidris pugnax (Combattant varié) (Linnaeus, 1758)                | Erratique             |                          | (LC)                | Nicheur : NA Visiteur : NA |       |
| Calidris    | Calidris himantopus (Bécasseau à échasses) (Bonaparte, 1826)       | Autochtone            |                          | (NT)                | Nicheur : NA Visiteur :    |       |
| Calidris    | Calidris ferruginea (Bécasseau cocorli) (Pontoppidan, 1763)        | Erratique             |                          | (VU)                | Nicheur : NA Visiteur : NA |       |
| Calidris    | Calidris subruficollis (Bécasseau roussâtre) (Vieillot, 1819)      | Erratique             |                          | (VU)                | Nicheur : NA Visiteur :    |       |
| Calidris    | Calidris alba (Bécasseau sanderling) (Pallas, 1764)                | Autochtone            |                          | (LC)                | Nicheur : NA Visiteur :    |       |
| Calidris    | Calidris alpina (Bécasseau variable) (Linnaeus, 1758)              | Erratique             |                          | (NT)                | Nicheur : NA Visiteur : NA |       |
| Calidris    | Calidris bairdii (Bécasseau de Baird) (Coues, 1861)                | Erratique             |                          | (LC)                | Nicheur : NA Visiteur : NA |       |
| Calidris    | Calidris minutilla (Bécasseau minuscule) (Vieillot, 1819)          | Autochtone            |                          | (NT)                | Nicheur : NA Visiteur :    |       |
| Calidris    | Calidris fuscicollis (Bécasseau à croupion blanc) (Vieillot, 1819) | Autochtone            |                          | (VU)                | Nicheur : NA Visiteur :    |       |
| Calidris    | Calidris melanotos (Bécasseau à poitrine cendrée) (Vieillot, 1819) | Autochtone            |                          | (LC)                | Nicheur : NA Visiteur :    |       |
| Calidris    | Calidris mauri (Bécasseau d'Alaska) (Cabanis, 1857)                | Autochtone            |                          | (LC)                | Nicheur : NA Visiteur :    |       |
| Calidris    | Calidris pusilla (Bécasseau semipalmé) (Linnaeus, 1766)            | Autochtone            |                          | (NT)                | Nicheur : NA Visiteur :    |       |

### Famille:Glareolidae
| Genre    | Nom binominal, nom vernaculaire et auteur                 | Origine en Guadeloupe | Répartition géographique | Statut UICN mondial | Statut UICN Guadeloupe     | Image |
| -------- | --------------------------------------------------------- | --------------------- | ------------------------ | ------------------- | -------------------------- | ----- |
| Glareola | Glareola pratincola (Glaréole à collier) (Linnaeus, 1766) | Erratique             |                          | (LC)                | Nicheur : NA Visiteur : NA |       |

### Famille:Laridae
| Genre           | Nom binominal, nom vernaculaire et auteur                       | Origine en Guadeloupe | Répartition géographique | Statut UICN mondial | Statut UICN Guadeloupe     | Image |
| --------------- | --------------------------------------------------------------- | --------------------- | ------------------------ | ------------------- | -------------------------- | ----- |
| Anous           | Anous stolidus (Noddi brun) (Linnaeus, 1758)                    | Autochtone            |                          | (LC)                | Nicheur : Visiteur : NA    |       |
| Onychoprion     | Onychoprion fuscatus (Sterne fuligineuse) (Linnaeus, 1766)      | Autochtone            |                          | (LC)                | Nicheur : Visiteur : NA    |       |
| Onychoprion     | Onychoprion anaethetus (Sterne bridée) (Scopoli, 1786)          | Autochtone            |                          | (LC)                | Nicheur : Visiteur : NA    |       |
| Sternula        | Sternula antillarum (Petite Sterne) (Lesson, 1847)              | Autochtone            |                          | (LC)                | Nicheur : Visiteur : NA    |       |
| Gelochelidon    | Gelochelidon nilotica (Sterne hansel) (Gmelin, JF, 1789)        | Erratique             |                          | (LC)                | Nicheur : NA Visiteur :    |       |
| Hydroprogne     | Hydroprogne caspia (Sterne caspienne) (Pallas, 1770)            | Erratique             |                          | (LC)                | Nicheur : NA Visiteur : NA |       |
| Chlidonias      | Chlidonias niger (Guifette noire) (Linnaeus, 1758)              | Erratique             |                          | (LC)                | Nicheur : NA Visiteur :    |       |
| Chlidonias      | Chlidonias leucopterus (Guifette leucoptère) (Temminck, 1815)   | Erratique             |                          | (LC)                | Nicheur : NA Visiteur : NA |       |
| Sterna          | Sterna forsteri (Sterne de Forster) Nuttall, 1834               | Erratique             |                          | (LC)                | Nicheur : NA Visiteur : NA |       |
| Sterna          | Sterna paradisaea (Sterne arctique) Pontoppidan, 1763           | Autochtone            |                          | (LC)                | Nicheur : NA Visiteur :    |       |
| Sterna          | Sterna hirundo (Sterne pierregarin) Linnaeus, 1758              | Autochtone            |                          | (LC)                | Nicheur : NA Visiteur :    |       |
| Sterna          | Sterna dougallii (Sterne de Dougall) Montagu, 1813              | Autochtone            |                          | (LC)                | Nicheur : Visiteur : NA    |       |
| Thalasseus      | Thalasseus acuflavidus (Sterne de Cabot) (Cabot, 1848)          | Autochtone            |                          | (LC)                | Nicheur : NA Visiteur :    |       |
| Thalasseus      | Thalasseus maximus (Sterne royale) (Boddaert, 1783)             | Autochtone            |                          | (LC)                | Nicheur : NA Visiteur :    |       |
| Rissa           | Rissa tridactyla (Mouette tridactyle) (Linnaeus, 1758)          | Erratique             |                          | (VU)                | Nicheur : NA Visiteur : NA |       |
| Xema            | Xema sabini (Mouette de Sabine) (Sabine, 1819)                  | Erratique             |                          | (LC)                | Nicheur : NA Visiteur : NA |       |
| Chroicocephalus | Chroicocephalus philadelphia (Mouette de Bonaparte) (Ord, 1815) | Erratique             |                          | (LC)                | Nicheur : NA Visiteur : NA |       |
| Chroicocephalus | Chroicocephalus ridibundus (Mouette rieuse) (Linnaeus, 1766)    | Erratique             |                          | (LC)                | Nicheur : NA Visiteur : NA |       |
| Leucophaeus     | Leucophaeus atricilla (Mouette atricille) (Linnaeus, 1758)      | Autochtone            |                          | (LC)                | Nicheur : NA Visiteur :    |       |
| Leucophaeus     | Leucophaeus pipixcan (Mouette de Franklin) (Wagler, 1831)       | Erratique             |                          | (LC)                | Nicheur : NA Visiteur : NA |       |
| Larus           | Larus delawarensis (Goéland à bec cerclé) Ord, 1815             | Erratique             |                          | (LC)                | Nicheur : NA Visiteur : NA |       |
| Larus           | Larus marinus (Goéland marin) Linnaeus, 1758                    | Erratique             |                          | (LC)                | Nicheur : NA Visiteur : NA |       |
| Larus           | Larus fuscus (Goéland brun) Linnaeus, 1758                      | Erratique             |                          | (LC)                | Nicheur : NA Visiteur :    |       |
| Larus           | Larus smithsonianus (Goéland hudsonien) Coues, 1862             | Erratique             |                          | (LC)                | Nicheur : NA Visiteur : NA |       |
| Larus           | Larus glaucoides (Goéland arctique) Meyer, 1822                 | Erratique             |                          | (LC)                | Nicheur : NA Visiteur : NA |       |

### Famille:Stercorariidae
| Genre        | Nom binominal, nom vernaculaire et auteur                        | Origine en Guadeloupe | Répartition géographique | Statut UICN mondial | Statut UICN Guadeloupe  | Image |
| ------------ | ---------------------------------------------------------------- | --------------------- | ------------------------ | ------------------- | ----------------------- | ----- |
| Stercorarius | Stercorarius longicaudus (Labbe à longue queue) Vieillot, 1819   | Autochtone            |                          | (LC)                | Nicheur : NA Visiteur : |       |
| Stercorarius | Stercorarius parasiticus (Labbe parasite) (Linnaeus, 1758)       | Autochtone            |                          | (LC)                | Nicheur : NA Visiteur : |       |
| Stercorarius | Stercorarius pomarinus (Labbe pomarin) (Temminck, 1815)          | Autochtone            |                          | (LC)                | Nicheur : NA Visiteur : |       |
| Stercorarius | Stercorarius skua (Grand Labbe) Brünnich, 1764                   | Erratique             |                          | (LC)                | Nicheur : NA Visiteur : |       |
| Stercorarius | Stercorarius maccormicki (Labbe de MacCormick) Saunders, H, 1893 | Autochtone            |                          | (LC)                | Nicheur : NA Visiteur : |       |

## Ordre:Phaethontiformes

### Famille:Phaethontidae
| Genre    | Nom binominal, nom vernaculaire et auteur               | Origine en Guadeloupe | Répartition géographique | Statut UICN mondial | Statut UICN Guadeloupe  | Image |
| -------- | ------------------------------------------------------- | --------------------- | ------------------------ | ------------------- | ----------------------- | ----- |
| Phaethon | Phaethon aethereus (Phaéton à bec rouge) Linnaeus, 1758 | Autochtone            |                          | (LC)                | Nicheur : Visiteur : NA |       |
| Phaethon | Phaethon lepturus (Phaéton à bec jaune) Daudin, 1802    | Autochtone            |                          | (LC)                | Nicheur : Visiteur : NA |       |

## Ordre:Procellariiformes

### Famille:Oceanitidae
| Genre     | Nom binominal, nom vernaculaire et auteur             | Origine en Guadeloupe | Répartition géographique | Statut UICN mondial | Statut UICN Guadeloupe  | Image |
| --------- | ----------------------------------------------------- | --------------------- | ------------------------ | ------------------- | ----------------------- | ----- |
| Oceanites | Oceanites oceanicus (Océanite de Wilson) (Kuhl, 1820) | Autochtone            |                          | (LC)                | Nicheur : NA Visiteur : |       |

### Famille:Diomedeidae
| Genre        | Nom binominal, nom vernaculaire et auteur                             | Origine en Guadeloupe | Répartition géographique | Statut UICN mondial | Statut UICN Guadeloupe     | Image |
| ------------ | --------------------------------------------------------------------- | --------------------- | ------------------------ | ------------------- | -------------------------- | ----- |
| Thalassarche | Thalassarche chlororhynchos (Albatros à nez jaune) (Gmelin, JF, 1789) | Erratique             |                          | (EN)                | Nicheur : NA Visiteur : NA |       |

### Famille:Hydrobatidae
| Genre      | Nom binominal, nom vernaculaire et auteur                   | Origine en Guadeloupe | Répartition géographique | Statut UICN mondial | Statut UICN Guadeloupe  | Image |
| ---------- | ----------------------------------------------------------- | --------------------- | ------------------------ | ------------------- | ----------------------- | ----- |
| Hydrobates | Hydrobates leucorhous (Océanite cul-blanc) (Vieillot, 1818) | Autochtone            |                          | (VU)                | Nicheur : NA Visiteur : |       |

### Famille:Procellariidae
| Genre       | Nom binominal, nom vernaculaire et auteur                                 | Origine en Guadeloupe | Répartition géographique | Statut UICN mondial | Statut UICN Guadeloupe     | Image |
| ----------- | ------------------------------------------------------------------------- | --------------------- | ------------------------ | ------------------- | -------------------------- | ----- |
| Pterodroma  | Pterodroma arminjoniana (Pétrel de Trindade) (Giglioli & Salvadori, 1869) | Erratique             |                          | (VU)                | Nicheur : NA Visiteur : NA |       |
| Pterodroma  | Pterodroma hasitata (Pétrel diablotin) (Kuhl, 1820)                       | Autochtone            |                          | (EN)                | Nicheur : Visiteur :       |       |
| Calonectris | Calonectris borealis (Puffin cendré) (Cory, 1881)                         | Autochtone            |                          | (LC)                | Nicheur : NA Visiteur :    |       |
| Calonectris | Calonectris edwardsii (Puffin du Cap-Vert) (Oustalet, 1883)               | Erratique             |                          | (NT)                | Nicheur : NA Visiteur : NA |       |
| Ardenna     | Ardenna grisea (Puffin fuligineux) (Gmelin, JF, 1789)                     | Autochtone            |                          | (NT)                | Nicheur : NA Visiteur :    |       |
| Ardenna     | Ardenna gravis (Puffin majeur) (O'Reilly, 1818)                           | Autochtone            |                          | (LC)                | Nicheur : NA Visiteur :    |       |
| Puffinus    | Puffinus puffinus (Puffin des anglais) (Brünnich, 1764)                   | Autochtone            |                          | (LC)                | Nicheur : NA Visiteur :    |       |
| Puffinus    | Puffinus lherminieri (Puffin d'Audubon) Lesson, 1839                      | Autochtone            |                          | (LC)                | Nicheur : Visiteur : NA    |       |
| Bulweria    | Bulweria bulwerii (Pétrel de Bulwer) (Jardine & Selby, 1828)              | Erratique             |                          | (LC)                | Nicheur : NA Visiteur : NA |       |

## Ordre:Suliformes

### Famille:Fregatidae
| Genre   | Nom binominal, nom vernaculaire et auteur           | Origine en Guadeloupe | Répartition géographique | Statut UICN mondial | Statut UICN Guadeloupe | Image |
| ------- | --------------------------------------------------- | --------------------- | ------------------------ | ------------------- | ---------------------- | ----- |
| Fregata | Fregata magnificens (Frégate superbe) Mathews, 1914 | Autochtone            |                          | (LC)                | Nicheur : Visiteur :   |       |

### Famille:Sulidae
| Genre | Nom binominal, nom vernaculaire et auteur       | Origine en Guadeloupe | Répartition géographique | Statut UICN mondial | Statut UICN Guadeloupe     | Image |
| ----- | ----------------------------------------------- | --------------------- | ------------------------ | ------------------- | -------------------------- | ----- |
| Morus | Morus bassanus (Fou de Bassan) (Linnaeus, 1758) | Autochtone            |                          | (LC)                | Nicheur : NA Visiteur : NA |       |
| Sula  | Sula sula (Fou à pieds rouges) (Linnaeus, 1766) | Autochtone            |                          | (LC)                | Nicheur : Visiteur : NA    |       |
| Sula  | Sula leucogaster (Fou brun) (Boddaert, 1783)    | Autochtone            |                          | (LC)                | Nicheur : NA Visiteur :    |       |
| Sula  | Sula dactylatra (Fou masqué) Lesson, 1831       | Autochtone            |                          | (LC)                | Nicheur : NA Visiteur :    |       |

### Famille:Phalacrocoracidae
| Genre       | Nom binominal, nom vernaculaire et auteur                 | Origine en Guadeloupe | Répartition géographique | Statut UICN mondial | Statut UICN Guadeloupe     | Image |
| ----------- | --------------------------------------------------------- | --------------------- | ------------------------ | ------------------- | -------------------------- | ----- |
| Nannopterum | Nannopterum auritum (Cormoran à aigrettes) (Lesson, 1831) | Autochtone            |                          | (LC)                | Nicheur : NA Visiteur : NA |       |

## Ordre:Pelecaniformes

### Famille:Threskiornithidae
| Genre    | Nom binominal, nom vernaculaire et auteur               | Origine en Guadeloupe | Répartition géographique | Statut UICN mondial | Statut UICN Guadeloupe     | Image |
| -------- | ------------------------------------------------------- | --------------------- | ------------------------ | ------------------- | -------------------------- | ----- |
| Plegadis | Plegadis falcinellus (Ibis falcinelle) (Linnaeus, 1766) | Autochtone            |                          | (LC)                | Nicheur : NA Visiteur :    |       |
| Platalea | Platalea leucorodia (Spatule blanche) Linnaeus, 1758    | Autochtone            |                          | (LC)                | Nicheur : NA Visiteur : NA |       |
| Platalea | Platalea ajaja (Spatule rosée) Linnaeus, 1758           | Autochtone            |                          | (LC)                | Nicheur : NA Visiteur : NA |       |

### Famille:Ardeidae
| Genre      | Nom binominal, nom vernaculaire et auteur                    | Origine en Guadeloupe | Répartition géographique | Statut UICN mondial | Statut UICN Guadeloupe     | Image |
| ---------- | ------------------------------------------------------------ | --------------------- | ------------------------ | ------------------- | -------------------------- | ----- |
| Botaurus   | Botaurus lentiginosus (Butor d'Amérique) (Rackett, 1813)     | Autochtone            |                          | (LC)                | Nicheur : NA Visiteur : NA |       |
| Ixobrychus | Ixobrychus exilis (Petit Blongios) (Gmelin, JF, 1789)        | Autochtone            |                          | (LC)                | Nicheur : Visiteur : NA    |       |
| Nyctanassa | Nyctanassa violacea (Bihoreau violacé) (Linnaeus, 1758)      | Autochtone            |                          | (LC)                | Nicheur : Visiteur : NA    |       |
| Nycticorax | Nycticorax nycticorax (Bihoreau gris) (Linnaeus, 1758)       | Autochtone            |                          | (LC)                | Nicheur : Visiteur : NA    |       |
| Egretta    | Egretta caerulea (Aigrette bleue) (Linnaeus, 1758)           | Autochtone            |                          | (LC)                | Nicheur : Visiteur :       |       |
| Egretta    | Egretta tricolor (Aigrette tricolore) (Statius Müller, 1776) | Autochtone            |                          | (LC)                | Nicheur : Visiteur :       |       |
| Egretta    | Egretta thula (Aigrette neigeuse) (Molina, 1782)             | Autochtone            |                          | (LC)                | Nicheur : Visiteur : NA    |       |
| Egretta    | Egretta garzetta (Aigrette garzette) (Linnaeus, 1766)        | Erratique             |                          | (LC)                | Nicheur : Visiteur : NA    |       |
| Egretta    | Egretta gularis (Aigrette à gorge blanche) (Bosc, 1792)      | Erratique             |                          | (LC)                | Nicheur : NA Visiteur : NA |       |
| Butorides  | Butorides virescens (Héron vert) (Linnaeus, 1758)            | Autochtone            |                          | (LC)                | Nicheur : Visiteur : NA    |       |
| Butorides  | Butorides striata (Héron strié) (Linnaeus, 1758)             | Erratique             |                          | (LC)                | Nicheur : NA Visiteur : NA |       |
| Ardeola    | Ardeola ralloides (Crabier chevelu) (Scopoli, 1769)          | Erratique             |                          | (LC)                | Nicheur : NA Visiteur : NA |       |
| Bubulcus   | Bubulcus ibis (Héron garde-bœufs) Linnaeus, 1758             | Autochtone            |                          | (LC)                | Nicheur : Visiteur : NA    |       |
| Ardea      | Ardea alba (Grande Aigrette) Linnaeus, 1758                  | Autochtone            |                          | (LC)                | Nicheur : Visiteur : NA    |       |
| Ardea      | Ardea cinerea (Héron cendré) Linnaeus, 1758                  | Erratique             |                          | (LC)                | Nicheur : NA Visiteur :    |       |
| Ardea      | Ardea herodias (Grand Héron) Linnaeus, 1758                  | Autochtone            |                          | (LC)                | Nicheur : NA Visiteur :    |       |

### Famille:Pelecanidae
| Genre     | Nom binominal, nom vernaculaire et auteur            | Origine en Guadeloupe | Répartition géographique | Statut UICN mondial | Statut UICN Guadeloupe  | Image |
| --------- | ---------------------------------------------------- | --------------------- | ------------------------ | ------------------- | ----------------------- | ----- |
| Pelecanus | Pelecanus occidentalis (Pélican brun) Linnaeus, 1766 | Autochtone            |                          | (LC)                | Nicheur : Visiteur : NA |       |

## Ordre:Accipitriformes

### Famille:Pandionidae
| Genre   | Nom binominal, nom vernaculaire et auteur              | Origine en Guadeloupe | Répartition géographique | Statut UICN mondial | Statut UICN Guadeloupe  | Image |
| ------- | ------------------------------------------------------ | --------------------- | ------------------------ | ------------------- | ----------------------- | ----- |
| Pandion | Pandion haliaetus (Balbuzard pêcheur) (Linnaeus, 1758) | Autochtone            |                          | (LC)                | Nicheur : NA Visiteur : |       |

### Famille:Accipitridae
| Genre     | Nom binominal, nom vernaculaire et auteur                        | Origine en Guadeloupe | Répartition géographique | Statut UICN mondial | Statut UICN Guadeloupe     | Image |
| --------- | ---------------------------------------------------------------- | --------------------- | ------------------------ | ------------------- | -------------------------- | ----- |
| Elanoides | Elanoides forficatus (Naucler à queue fourchue) (Linnaeus, 1758) | Erratique             |                          | (LC)                | Nicheur : NA Visiteur : NA |       |
| Circus    | Circus aeruginosus (Busard des roseaux) (Linnaeus, 1758)         | Erratique             |                          | (LC)                | Nicheur : NA Visiteur : NA |       |
| Circus    | Circus hudsonius (Busard des marais) (Linnaeus, 1766)            | Erratique             |                          | (LC)                | Nicheur : NA Visiteur : NA |       |
| Milvus    | Milvus migrans (Milan noir) (Boddaert, 1783)                     | Erratique             |                          | (LC)                | Nicheur : NA Visiteur : NA |       |
| Buteo     | Buteo platypterus (Petite Buse) (Vieillot, 1823)                 | Erratique             |                          | (LC)                | Nicheur : NA Visiteur : NA |       |
| Buteo     | Buteo jamaicensis (Buse à queue rousse) (Gmelin, JF, 1788)       | Erratique             |                          | (LC)                | Nicheur : NA Visiteur : NA |       |

## Ordre:Strigiformes

### Famille:Strigidae
| Genre  | Nom binominal, nom vernaculaire et auteur                 | Origine en Guadeloupe | Répartition géographique | Statut UICN mondial | Statut UICN Guadeloupe     | Image |
| ------ | --------------------------------------------------------- | --------------------- | ------------------------ | ------------------- | -------------------------- | ----- |
| Athene | Athene cunicularia (Chevêche des terriers) (Molina, 1782) | Disparue              |                          | (LC)                | Nicheur : Visiteur : NA    |       |
| Asio   | Asio flammeus (Hibou des marais) (Pontoppidan, 1763)      | Erratique             |                          | (LC)                | Nicheur : NA Visiteur : NA |       |

## Ordre:Coraciiformes

### Famille:Alcedinidae
| Genre      | Nom binominal, nom vernaculaire et auteur                           | Origine en Guadeloupe | Répartition géographique | Statut UICN mondial | Statut UICN Guadeloupe  | Image |
| ---------- | ------------------------------------------------------------------- | --------------------- | ------------------------ | ------------------- | ----------------------- | ----- |
| Megaceryle | Megaceryle torquata (Martin-pêcheur à ventre roux) (Linnaeus, 1766) | Autochtone            |                          | (LC)                | Nicheur : Visiteur : NA |       |
| Megaceryle | Megaceryle alcyon (Martin-pêcheur d'Amérique) (Linnaeus, 1758)      | Autochtone            |                          | (LC)                | Nicheur : NA Visiteur : |       |

## Ordre:Piciformes

### Famille:Picidae
| Genre       | Nom binominal, nom vernaculaire et auteur                | Origine en Guadeloupe | Répartition géographique | Statut UICN mondial | Statut UICN Guadeloupe     | Image |
| ----------- | -------------------------------------------------------- | --------------------- | ------------------------ | ------------------- | -------------------------- | ----- |
| Melanerpes  | Melanerpes herminieri (Pic de Guadeloupe) (Lesson, 1830) | Endémique             |                          | (LC)                | Nicheur : Visiteur : NA    |       |
| Sphyrapicus | Sphyrapicus varius (Pic maculé) (Linnaeus, 1766)         | Erratique             |                          | (LC)                | Nicheur : NA Visiteur : NA |       |

## Ordre:Falconiformes

### Famille:Falconidae
| Genre | Nom binominal, nom vernaculaire et auteur               | Origine en Guadeloupe | Répartition géographique | Statut UICN mondial | Statut UICN Guadeloupe     | Image |
| ----- | ------------------------------------------------------- | --------------------- | ------------------------ | ------------------- | -------------------------- | ----- |
| Falco | Falco tinnunculus (Faucon crécerelle) Linnaeus, 1758    | Erratique             |                          | (LC)                | Nicheur : NA Visiteur : NA |       |
| Falco | Falco sparverius (Crécerelle d'Amérique) Linnaeus, 1758 | Autochtone            |                          | (LC)                | Nicheur : Visiteur : NA    |       |
| Falco | Falco columbarius (Faucon émerillon) Linnaeus, 1758     | Autochtone            |                          | (LC)                | Nicheur : NA Visiteur :    |       |
| Falco | Falco peregrinus (Faucon pèlerin) Tunstall, 1771        | Autochtone            |                          | (LC)                | Nicheur : NA Visiteur :    |       |

## Ordre:Psittaciformes

### Famille:Psittacidae
| Genre    | Nom binominal, nom vernaculaire et auteur                   | Origine en Guadeloupe | Répartition géographique | Statut UICN mondial | Statut UICN Guadeloupe  | Image |
| -------- | ----------------------------------------------------------- | --------------------- | ------------------------ | ------------------- | ----------------------- | ----- |
| Amazona  | Amazona violacea (Amazone de Guadeloupe) Gmelin, JF, 1789   | Disparue              |                          | (EX)                | Nicheur : Visiteur : NA |       |
| Aratinga | Aratinga labati (Perrique de Guadeloupe) (Rothschild, 1905) | Disparue              |                          | (EX)                | Nicheur : Visiteur : NA |       |
| Ara      | Ara guadeloupensis (Ara de Guadeloupe) Clark, 1905          | Disparue              |                          | (EX)                | Nicheur : Visiteur : NA |       |

### Famille:Psittaculidae
| Genre     | Nom binominal, nom vernaculaire et auteur                      | Origine en Guadeloupe | Répartition géographique | Statut UICN mondial | Statut UICN Guadeloupe     | Image |
| --------- | -------------------------------------------------------------- | --------------------- | ------------------------ | ------------------- | -------------------------- | ----- |
| Agapornis | Agapornis roseicollis (Inséparable rosegorge) (Vieillot, 1818) | Introduit             |                          | (LC)                | Nicheur : NA Visiteur : NA |       |

## Ordre:Passeriformes

### Famille:Tyrannidae
| Genre     | Nom binominal, nom vernaculaire et auteur                         | Origine en Guadeloupe | Répartition géographique | Statut UICN mondial | Statut UICN Guadeloupe     | Image |
| --------- | ----------------------------------------------------------------- | --------------------- | ------------------------ | ------------------- | -------------------------- | ----- |
| Elaenia   | Elaenia martinica (Élénie siffleuse) (Linnaeus, 1766)             | Autochtone            |                          | (LC)                | Nicheur : Visiteur : NA    |       |
| Contopus  | Contopus virens (Pioui de l'Est) (Linnaeus, 1766)                 | Erratique             |                          | (LC)                | Nicheur : NA Visiteur : NA |       |
| Contopus  | Contopus latirostris (Moucherolle gobemouche) (Verreaux, J, 1866) | Autochtone            |                          | (LC)                | Nicheur : Visiteur : NA    |       |
| Tyrannus  | Tyrannus savana (Tyran des savanes) Daudin, 1802                  | Erratique             |                          | (LC)                | Nicheur : NA Visiteur : NA |       |
| Tyrannus  | Tyrannus dominicensis (Tyran gris) (Gmelin, JF, 1788)             | Autochtone            |                          | (LC)                | Nicheur : Visiteur : NA    |       |
| Myiarchus | Myiarchus oberi (Tyran janeau) Lawrence, 1877                     | Autochtone            |                          | (LC)                | Nicheur : Visiteur : NA    |       |

### Famille:Vireonidae
| Genre | Nom binominal, nom vernaculaire et auteur                   | Origine en Guadeloupe | Répartition géographique | Statut UICN mondial | Statut UICN Guadeloupe     | Image |
| ----- | ----------------------------------------------------------- | --------------------- | ------------------------ | ------------------- | -------------------------- | ----- |
| Vireo | Vireo flavoviridis (Viréo jaune-verdâtre) (Cassin, 1851)    | Erratique             |                          | (LC)                | Nicheur : NA Visiteur : NA |       |
| Vireo | Vireo olivaceus (Viréo aux yeux rouges) (Linnaeus, 1766)    | Erratique             |                          | (LC)                | Nicheur : NA Visiteur :    |       |
| Vireo | Vireo altiloquus (Viréo à moustaches) (Vieillot, 1808)      | Autochtone            |                          | (LC)                | Nicheur : Visiteur : NA    |       |
| Vireo | Vireo philadelphicus (Viréo de Philadelphie) (Cassin, 1851) | Erratique             |                          | (LC)                | Nicheur : NA Visiteur : NA |       |
| Vireo | Vireo flavifrons (Viréo à gorge jaune) Vieillot, 1808       | Erratique             |                          | (LC)                | Nicheur : NA Visiteur :    |       |
| Vireo | Vireo griseus (Viréo aux yeux blancs) (Boddaert, 1783)      | Erratique             |                          | (LC)                | Nicheur : NA Visiteur : NA |       |

### Famille:Bombycillidae
| Genre      | Nom binominal, nom vernaculaire et auteur              | Origine en Guadeloupe | Répartition géographique | Statut UICN mondial | Statut UICN Guadeloupe     | Image |
| ---------- | ------------------------------------------------------ | --------------------- | ------------------------ | ------------------- | -------------------------- | ----- |
| Bombycilla | Bombycilla cedrorum (Jaseur d'Amérique) Vieillot, 1808 | Erratique             |                          | (LC)                | Nicheur : NA Visiteur : NA |       |

### Famille:Hirundinidae
| Genre          | Nom binominal, nom vernaculaire et auteur                                 | Origine en Guadeloupe | Répartition géographique | Statut UICN mondial | Statut UICN Guadeloupe     | Image |
| -------------- | ------------------------------------------------------------------------- | --------------------- | ------------------------ | ------------------- | -------------------------- | ----- |
| Riparia        | Riparia riparia (Hirondelle de rivage) (Linnaeus, 1758)                   | Autochtone            |                          | (LC)                | Nicheur : NA Visiteur :    |       |
| Tachycineta    | Tachycineta bicolor (Hirondelle bicolore) (Vieillot, 1808)                | Erratique             |                          | (LC)                | Nicheur : NA Visiteur : NA |       |
| Progne         | Progne tapera (Hirondelle tapère) (Linnaeus, 1766)                        | Erratique             |                          | (LC)                | Nicheur : NA Visiteur : NA |       |
| Progne         | Progne subis (Hirondelle noire) (Linnaeus, 1756)                          | Autochtone            |                          | (LC)                | Nicheur : NA Visiteur :    |       |
| Progne         | Progne cryptoleuca (Hirondelle de Cuba) Baird, SF, 1865                   | Erratique             |                          | (LC)                | Nicheur : NA Visiteur : NA |       |
| Progne         | Progne dominicensis (Hirondelle à ventre blanc) (Gmelin, JF, 1789)        | Autochtone            |                          | (LC)                | Nicheur : Visiteur : NA    |       |
| Stelgidopteryx | Stelgidopteryx serripennis (Hirondelle à ailes hérissées) (Audubon, 1838) | Erratique             |                          | (LC)                | Nicheur : NA Visiteur : NA |       |
| Hirundo        | Hirundo rustica (Hirondelle rustique) Linnaeus, 1758                      | Autochtone            |                          | (LC)                | Nicheur : NA Visiteur :    |       |
| Delichon       | Delichon urbicum (Hirondelle de fenêtre) (Linnaeus, 1758)                 | Erratique             |                          | (LC)                | Nicheur : NA Visiteur : NA |       |
| Petrochelidon  | Petrochelidon pyrrhonota (Hirondelle à front blanc) (Vieillot, 1817)      | Autochtone            |                          | (LC)                | Nicheur : NA Visiteur :    |       |
| Petrochelidon  | Petrochelidon fulva (Hirondelle à front brun) (Vieillot, 1808)            | Erratique             |                          | (LC)                | Nicheur : NA Visiteur : NA |       |

### Famille:Troglodytidae
| Genre       | Nom binominal, nom vernaculaire et auteur                                | Origine en Guadeloupe | Répartition géographique | Statut UICN mondial | Statut UICN Guadeloupe  | Image |
| ----------- | ------------------------------------------------------------------------ | --------------------- | ------------------------ | ------------------- | ----------------------- | ----- |
| Troglodytes | Troglodytes martinicensis (Troglodyte de Martinique) (Sclater, PL, 1866) | Disparue              |                          | (DD)                | Nicheur : Visiteur : NA |       |

### Famille:Mimidae
| Genre         | Nom binominal, nom vernaculaire et auteur              | Origine en Guadeloupe | Répartition géographique | Statut UICN mondial | Statut UICN Guadeloupe     | Image |
| ------------- | ------------------------------------------------------ | --------------------- | ------------------------ | ------------------- | -------------------------- | ----- |
| Dumetella     | Dumetella carolinensis (Moqueur chat) (Linnaeus, 1766) | Erratique             |                          | (LC)                | Nicheur : NA Visiteur : NA |       |
| Mimus         | Mimus gilvus (Moqueur des savanes) (Vieillot, 1808)    | Autochtone            |                          | (LC)                | Nicheur : Visiteur : NA    |       |
| Allenia       | Allenia fusca (Moqueur grivotte) Müller, PLS, 1776     | Autochtone            |                          | (LC)                | Nicheur : Visiteur : NA    |       |
| Margarops     | Margarops fuscatus (Moqueur corossol) (Vieillot, 1808) | Autochtone            |                          | (LC)                | Nicheur : Visiteur : NA    |       |
| Cinclocerthia | Cinclocerthia ruficauda (Trembleur brun) (Gould, 1808) | Autochtone            |                          | (LC)                | Nicheur : Visiteur : NA    |       |

### Famille:Turdidae
| Genre    | Nom binominal, nom vernaculaire et auteur                  | Origine en Guadeloupe | Répartition géographique | Statut UICN mondial | Statut UICN Guadeloupe     | Image |
| -------- | ---------------------------------------------------------- | --------------------- | ------------------------ | ------------------- | -------------------------- | ----- |
| Catharus | Catharus ustulatus (Grive à dos olive) (Nuttall, 1840)     | Erratique             |                          | (LC)                | Nicheur : NA Visiteur : NA |       |
| Catharus | Catharus minimus (Grive à joues grises) (Lafresnaye, 1848) | Erratique             |                          | (LC)                | Nicheur : NA Visiteur : NA |       |
| Turdus   | Turdus lherminieri (Grive à pieds jaunes) Lafresnaye, 1844 | Autochtone            |                          | (NT)                | Nicheur : Visiteur : NA    |       |
| Turdus   | Turdus nudigenis (Merle à lunettes) Lafresnaye, 1848       | Autochtone            |                          | (LC)                | Nicheur : Visiteur : NA    |       |

### Famille:Muscicapidae
| Genre    | Nom binominal, nom vernaculaire et auteur            | Origine en Guadeloupe | Répartition géographique | Statut UICN mondial | Statut UICN Guadeloupe     | Image |
| -------- | ---------------------------------------------------- | --------------------- | ------------------------ | ------------------- | -------------------------- | ----- |
| Oenanthe | Oenanthe oenanthe (Traquet motteux) (Linnaeus, 1758) | Erratique             |                          | (LC)                | Nicheur : NA Visiteur : NA |       |

### Famille:Passeridae
| Genre  | Nom binominal, nom vernaculaire et auteur               | Origine en Guadeloupe | Répartition géographique | Statut UICN mondial | Statut UICN Guadeloupe     | Image |
| ------ | ------------------------------------------------------- | --------------------- | ------------------------ | ------------------- | -------------------------- | ----- |
| Passer | Passer domesticus (Moineau domestique) (Linnaeus, 1758) | Introduit             |                          | (LC)                | Nicheur : NA Visiteur : NA |       |

### Famille:Ploceidae
| Genre     | Nom binominal, nom vernaculaire et auteur                   | Origine en Guadeloupe | Répartition géographique | Statut UICN mondial | Statut UICN Guadeloupe     | Image |
| --------- | ----------------------------------------------------------- | --------------------- | ------------------------ | ------------------- | -------------------------- | ----- |
| Ploceus   | Ploceus cucullatus (Tisserin gendarme) (Müller, PLS, 1758)  | Introduit             |                          | (LC)                | Nicheur : NA Visiteur : NA |       |
| Euplectes | Euplectes afer (Euplecte vorabé) (Gmelin, JF, 1789)         | Introduit             |                          | (LC)                | Nicheur : NA Visiteur : NA |       |
| Euplectes | Euplectes franciscanus (Euplecte franciscain) (Isert, 1789) | Introduit             |                          | (LC)                | Nicheur : NA Visiteur : NA |       |

### Famille:Estrildidae
| Genre    | Nom binominal, nom vernaculaire et auteur                  | Origine en Guadeloupe | Répartition géographique | Statut UICN mondial | Statut UICN Guadeloupe     | Image |
| -------- | ---------------------------------------------------------- | --------------------- | ------------------------ | ------------------- | -------------------------- | ----- |
| Estrilda | Estrilda melpoda (Astrild à joues orange) (Vieillot, 1817) | Introduit             |                          | (LC)                | Nicheur : NA Visiteur : NA |       |
| Estrilda | Estrilda troglodytes (Astrild cendré) Lichtenstein, 1823   | Introduit             |                          | (LC)                | Nicheur : NA Visiteur : NA |       |
| Lonchura | Lonchura punctulata (Capucin damier) (Linnaeus, 1758)      | Introduit             |                          | (LC)                | Nicheur : NA Visiteur : NA |       |
| Lonchura | Lonchura maja (Capucin à tête blanche) (Linnaeus, 1766)    | Introduit             |                          | (LC)                | Nicheur : NA Visiteur : NA |       |
| Amandava | Amandava amandava (Bengali rouge) (Linnaeus, 1758)         | Introduit             |                          | (LC)                | Nicheur : NA Visiteur : NA |       |

### Famille:Fringillidae
| Genre        | Nom binominal, nom vernaculaire et auteur                                 | Origine en Guadeloupe | Répartition géographique | Statut UICN mondial | Statut UICN Guadeloupe  | Image |
| ------------ | ------------------------------------------------------------------------- | --------------------- | ------------------------ | ------------------- | ----------------------- | ----- |
| Chlorophonia | Chlorophonia flavifrons (Organiste des Petites Antilles) (Sparrman, 1789) | Autochtone            |                          | (LC)                | Nicheur : Visiteur : NA |       |

### Famille:Icteridae
| Genre      | Nom binominal, nom vernaculaire et auteur                        | Origine en Guadeloupe | Répartition géographique | Statut UICN mondial | Statut UICN Guadeloupe     | Image |
| ---------- | ---------------------------------------------------------------- | --------------------- | ------------------------ | ------------------- | -------------------------- | ----- |
| Dolichonyx | Dolichonyx oryzivorus (Goglu des prés) Swainson, 1827            | Autochtone            |                          | (LC)                | Nicheur : NA Visiteur :    |       |
| Icterus    | Icterus galbula (Oriole de Baltimore) (Linnaeus, 1758)           | Erratique             |                          | (LC)                | Nicheur : NA Visiteur : NA |       |
| Icterus    | Icterus spurius (Oriole des vergers) (Linnaeus, 1766)            | Erratique             |                          | (LC)                | Nicheur : NA Visiteur : NA |       |
| Molothrus  | Molothrus bonariensis (Vacher luisant) (Gmelin, JF, 1789)        | Autochtone            |                          | (LC)                | Nicheur : Visiteur : NA    |       |
| Quiscalus  | Quiscalus lugubris (Quiscale merle) Swainson, 1838               | Autochtone            |                          | (LC)                | Nicheur : Visiteur : NA    |       |
| Quiscalus  | Quiscalus mexicanus (Quiscale à longue queue) (Gmelin, JF, 1788) | Erratique             |                          | (LC)                | Nicheur : NA Visiteur : NA |       |

### Famille:Parulidae
| Genre        | Nom binominal, nom vernaculaire et auteur                           | Origine en Guadeloupe | Répartition géographique | Statut UICN mondial | Statut UICN Guadeloupe     | Image |
| ------------ | ------------------------------------------------------------------- | --------------------- | ------------------------ | ------------------- | -------------------------- | ----- |
| Seiurus      | Seiurus aurocapilla (Paruline couronnée) (Linnaeus, 1766)           | Autochtone            |                          | (LC)                | Nicheur : NA Visiteur :    |       |
| Helmitheros  | Helmitheros vermivorus (Paruline vermivore) (Gmelin, JF, 1789)      | Erratique             |                          | (LC)                | Nicheur : NA Visiteur : NA |       |
| Parkesia     | Parkesia motacilla (Paruline hochequeue) (Vieillot, 1809)           | Autochtone            |                          | (LC)                | Nicheur : NA Visiteur :    |       |
| Parkesia     | Parkesia noveboracensis (Paruline des ruisseaux) (Vieillot, 1809)   | Autochtone            |                          | (LC)                | Nicheur : NA Visiteur :    |       |
| Vermivora    | Vermivora chrysoptera (Paruline à ailes dorées) (Linnaeus, 1766)    | Erratique             |                          | (LC)                | Nicheur : NA Visiteur : NA |       |
| Vermivora    | Vermivora cyanoptera (Paruline à ailes bleues) Olson & Reveal, 2009 | Erratique             |                          | (LC)                | Nicheur : NA Visiteur : NA |       |
| Mniotilta    | Mniotilta varia (Paruline noir et blanc) (Linnaeus, 1766)           | Autochtone            |                          | (LC)                | Nicheur : NA Visiteur :    |       |
| Protonotaria | Protonotaria citrea (Paruline orangée) (Boddaert, 1783)             | Autochtone            |                          | (LC)                | Nicheur : NA Visiteur :    |       |
| Leiothlypis  | Leiothlypis peregrina (Paruline obscure) (Wilson, A, 1811)          | Erratique             |                          | (LC)                | Nicheur : NA Visiteur : NA |       |
| Leiothlypis  | Leiothlypis ruficapilla (Paruline à joues grises) (Wilson, A, 1811) | Erratique             |                          | (LC)                | Nicheur : NA Visiteur : NA |       |
| Oporornis    | Oporornis agilis (Paruline à gorge grise) (Wilson, A, 1812)         | Erratique             |                          | (LC)                | Nicheur : NA Visiteur : NA |       |
| Geothlypis   | Geothlypis formosa (Paruline du Kentucky) (Wilson, A, 1811)         | Erratique             |                          | (LC)                | Nicheur : NA Visiteur : NA |       |
| Geothlypis   | Geothlypis trichas (Paruline masquée) (Linnaeus, 1766)              | Erratique             |                          | (LC)                | Nicheur : NA Visiteur :    |       |
| Setophaga    | Setophaga plumbea (Paruline caféiette) (Lawrence, 1877)             | Autochtone            |                          | (LC)                | Nicheur : Visiteur : NA    |       |
| Setophaga    | Setophaga citrina (Paruline à capuchon) (Boddaert, 1783)            | Autochtone            |                          | (LC)                | Nicheur : NA Visiteur :    |       |
| Setophaga    | Setophaga ruticilla (Paruline flamboyante) (Linnaeus, 1758)         | Autochtone            |                          | (LC)                | Nicheur : NA Visiteur :    |       |
| Setophaga    | Setophaga tigrina (Paruline tigrée) (Gmelin, JF, 1789)              | Autochtone            |                          | (LC)                | Nicheur : NA Visiteur :    |       |
| Setophaga    | Setophaga cerulea (Paruline azurée) (Wilson, A, 1810)               | Erratique             |                          | (NT)                | Nicheur : NA Visiteur : NA |       |
| Setophaga    | Setophaga americana (Paruline à collier) (Linnaeus, 1758)           | Autochtone            |                          | (LC)                | Nicheur : NA Visiteur :    |       |
| Setophaga    | Setophaga magnolia (Paruline à tête cendrée) (Wilson, A, 1811)      | Autochtone            |                          | (LC)                | Nicheur : NA Visiteur :    |       |
| Setophaga    | Setophaga castanea (Paruline à poitrine baie) (Wilson, A, 1810)     | Erratique             |                          | (LC)                | Nicheur : NA Visiteur : NA |       |
| Setophaga    | Setophaga fusca (Paruline à gorge orangée) (Müller, PLS, 1776)      | Erratique             |                          | (LC)                | Nicheur : NA Visiteur : NA |       |
| Setophaga    | Setophaga aestiva (Paruline jaune) (Gmelin, JF, 1789)               | Erratique             |                          | (LC)                | Nicheur : NA Visiteur : NA |       |
| Setophaga    | Setophaga petechia (Paruline des mangroves) (Linnaeus, 1766)        | Autochtone            |                          | (LC)                | Nicheur : Visiteur : NA    |       |
| Setophaga    | Setophaga pensylvanica (Paruline à flancs marron) (Linnaeus, 1766)  | Erratique             |                          | (LC)                | Nicheur : NA Visiteur :    |       |
| Setophaga    | Setophaga striata (Paruline rayée) (Forster, JR, 1772)              | Autochtone            |                          | (NT)                | Nicheur : NA Visiteur :    |       |
| Setophaga    | Setophaga caerulescens (Paruline bleue) (Gmelin, JF, 1789)          | Autochtone            |                          | (LC)                | Nicheur : NA Visiteur :    |       |
| Setophaga    | Setophaga palmarum (Paruline à couronne rousse) (Gmelin, JF, 1789)  | Erratique             |                          | (LC)                | Nicheur : NA Visiteur : NA |       |
| Setophaga    | Setophaga pinus (Paruline des pins) (Linnaeus, 1766)                | Erratique             |                          | (LC)                | Nicheur : NA Visiteur : NA |       |
| Setophaga    | Setophaga coronata (Paruline à croupion jaune) (Linnaeus, 1766)     | Autochtone            |                          | (LC)                | Nicheur : NA Visiteur :    |       |
| Setophaga    | Setophaga dominica (Paruline à gorge jaune) (Linnaeus, 1766)        | Erratique             |                          | (LC)                | Nicheur : NA Visiteur : NA |       |
| Setophaga    | Setophaga discolor (Paruline des près) (Vieillot, 1809)             | Autochtone            |                          | (LC)                | Nicheur : NA Visiteur :    |       |
| Setophaga    | Setophaga virens (Paruline à gorge noire) (Gmelin, JF, 1789)        | Erratique             |                          | (LC)                | Nicheur : NA Visiteur : NA |       |
| Cardellina   | Cardellina canadensis (Paruline du Canada) (Linnaeus, 1766)         | Erratique             |                          | (LC)                | Nicheur : NA Visiteur : NA |       |

### Famille:Cardinalidae
| Genre      | Nom binominal, nom vernaculaire et auteur                           | Origine en Guadeloupe | Répartition géographique | Statut UICN mondial | Statut UICN Guadeloupe     | Image |
| ---------- | ------------------------------------------------------------------- | --------------------- | ------------------------ | ------------------- | -------------------------- | ----- |
| Piranga    | Piranga rubra (Piranga vermillon) (Linnaeus, 1758)                  | Erratique             |                          | (LC)                | Nicheur : NA Visiteur : NA |       |
| Piranga    | Piranga olivacea (Piranga écarlate) (Gmelin, JF, 1789)              | Autochtone            |                          | (LC)                | Nicheur : NA Visiteur :    |       |
| Pheucticus | Pheucticus ludovicianus (Cardinal à poitrine rose) (Linnaeus, 1766) | Erratique             |                          | (LC)                | Nicheur : NA Visiteur :    |       |
| Spiza      | Spiza americana (Dickcissel d'Amérique) (Gmelin, JF, 1789)          | Erratique             |                          | (LC)                | Nicheur : NA Visiteur : NA |       |
| Passerina  | Passerina caerulea (Guiraca bleu) (Linnaeus, 1758)                  | Erratique             |                          | (LC)                | Nicheur : NA Visiteur : NA |       |
| Passerina  | Passerina cyanea (Passerin indigo) (Linnaeus, 1766)                 | Erratique             |                          | (LC)                | Nicheur : NA Visiteur :    |       |

### Famille:Thraupidae
| Genre      | Nom binominal, nom vernaculaire et auteur                  | Origine en Guadeloupe | Répartition géographique | Statut UICN mondial | Statut UICN Guadeloupe     | Image |
| ---------- | ---------------------------------------------------------- | --------------------- | ------------------------ | ------------------- | -------------------------- | ----- |
| Saltator   | Saltator albicollis (Saltator gros-bec) Vieillot, 1817     | Autochtone            |                          | (LC)                | Nicheur : Visiteur : NA    |       |
| Coereba    | Coereba flaveola (Sucrier à ventre jaune) (Linnaeus, 1758) | Autochtone            |                          | (LC)                | Nicheur : Visiteur : NA    |       |
| Loxigilla  | Loxigilla noctis (Sporophile rougegorge) Linnaeus, 1766    | Autochtone            |                          | (LC)                | Nicheur : Visiteur : NA    |       |
| Tiaris     | Tiaris bicolor (Sporophile cici) (Linnaeus, 1766)          | Autochtone            |                          | (LC)                | Nicheur : Visiteur : NA    |       |
| Sporophila | Sporophila lineola (Sporophile bouveron) (Linnaeus, 1758)  | Erratique             |                          | (LC)                | Nicheur : NA Visiteur : NA |       |
| Sicalis    | Sicalis luteola (Sicale des savanes) (Sparrman, 1789)      | Introduit             |                          | (LC)                | Nicheur : NA Visiteur : NA |       |